# 第208回国会
第208回国会（だい208かいこっかい）とは、2022年（令和4年）1月17日に召集された通常国会である。会期は6月15日までの150日間。

## 各党・会派の議席数
| 計465、2022年（令和4年）6月15日時点 - 自由民主党 - 262 - 立憲民主党・無所属 - 97 - 日本維新の会 - 41 - 公明党 - 32 - 国民民主党・無所属クラブ - 11 - 日本共産党 - 10 - 有志の会 - 5 - れいわ新選組 - 3 - 無所属 - 4 - 欠員 - 0 | 計245、2022年（令和4年）6月15日時点 - 自由民主党・国民の声 - 109 - 立憲民主・社民 - 45 - 公明党 - 28 - 国民民主党・新緑風会 - 16 - 日本維新の会- 15 - 日本共産党 - 13 - 沖縄の風 - 2 - れいわ新選組 - 2 - 碧水会 - 2 - みんなの党 - 2 - 各派に属しない議員 - 8 - 欠員 - 3 |

## 今国会の動き

### 召集前

#### 2021年
- 12月24日 - 自由民主党の山田修路参議院議員が石川県知事選挙出馬のため議員辞職。
- 12月28日 - 無所属の宮口治子参議院議員が立憲民主党に入党。

### 会期中

#### 2022年
- 1月17日 - 召集。
  - この時点で、参議院議員3人が欠員。
  - 開会式[4][5]。
  - 衆議院[6]と参議院[7]の本会議で、岸田文雄内閣総理大臣（第2次岸田内閣）の施政方針演説[8]、林芳正外務大臣の外交演説[9]、鈴木俊一財務大臣の財政演説[10]と山際大志郎内閣府特命担当大臣（経済財政政策担当）の経済演説[11]がそれぞれ行われた（政府四演説）。
    - 岸田が政府四演説の場に立ったのは外相として外交演説を行った2017年の第193回国会以来（その後2021年の第205回国会と第207回国会で首相として所信表明演説を行っている）。
- 1月19日
  - 代表質問1日目
    - 午後に衆議院本会議で、立憲民主党代表・泉健太、自由民主党幹事長代行・梶山弘志、立憲民主党政務調査会長・小川淳也の順で質疑を行った[12][13]。
- 1月20日
  - 代表質問2日目
    - 午前中は参議院本会議で、立憲民主党参議院議員会長・水岡俊一、自由民主党参議院政策審議会長・松山政司の順で質疑を行った[14][15]。
    - 午後は衆議院本会議で、日本維新の会共同代表兼国会議員団代表・馬場伸幸、公明党幹事長・石井啓一、国民民主党代表・玉木雄一郎、日本共産党中央委員会幹部会委員長・志位和夫の順で質疑を行った[16][17]。
      - 馬場は立憲民主党がネットメディア「Choose Life Project」に広告代理店などを通じて番組制作費名目で資金提供していた問題を取り上げ、「報道の自由をおカネで買ったも同然だ」と非難した[18][19]。一方、立憲民主党側は番組の内容に影響を与えていないと主張し、「反論の機会のない場で事実に基づかずに、断定的に質問するのは慎むべきだ」として、議事録削除を求めた[18][19]。
      - 玉木は自身のYouTube個人チャンネルとTwitterで公募した質問を元に質疑を行った[20]。
- 1月21日
  - 代表質問最終日
    - 午前中は参議院本会議で、公明党代表・山口那津男、国民民主党筆頭副代表・舟山康江の順で質疑を行った[21][22]。
    - 午後は同じく参議院本会議で、日本維新の会参議院会長・浅田均、日本共産党参議院議員団長・小池晃、社会民主党党首・福島瑞穂、自由民主党政務調査会長代理・宇都隆史の順で質疑を行った[23][22]。

  - NHKと裁判してる党弁護士法72条違反でが党名をNHK受信料を支払わない国民を守る党に変更。
- 1月24日 - 衆議院予算委員会で2022年度予算が審議入り。
- 2月1日 - 衆議院本会議で「新疆ウイグル等における深刻な人権状況に対する決議」が、れいわ新選組以外の与野党の賛成多数で採択された[24][25]。
- 2月8日（衆議院）・9日（参議院） - それぞれの本会議で「ウクライナを巡る憂慮すべき状況の改善を求める決議」が、いずれもれいわ新選組を除く与野党の賛成多数で採択された[26][27]。
- 2月21日 - 衆議院予算委員会で2022年度予算が、自由民主党・公明党のほか野党・国民民主党の賛成多数で可決された。他の野党は国民民主党の姿勢を批判した[28][29]。
- 2月22日
  - 衆議院本会議で2022年度予算が、自由民主党・公明党・国民民主党の賛成多数で可決された。国民民主党は野党では異例の賛成票を投じた[30][31]。
    - 採決の際、投票のために登壇したれいわ新選組の山本太郎代表らが「これっぽっちの予算案で困っている人たちを救えるか」「このままの予算でいいのですか。国会の茶番に抗議します」などと叫び、議場は一時騒然となり、細田博之議長は「速やかに投票をお願いします」と山本らを注意した[32][33]。3月1日、衆議院議院運営委員会の山口俊一委員長は山本を厳重注意した[34]。
- 3月1日（衆議院）・2日（参議院） - それぞれの本会議で「ロシアによるウクライナ侵略を非難する決議」が、いずれもれいわ新選組を除く与野党の賛成多数で採択された。
- 3月22日 - 参議院本会議で2022年度予算が、自由民主党・公明党・国民民主党の賛成多数で可決され、成立した。総額は107兆5964億円で、過去最大[35]。
- 3月23日 - 衆議院第一議員会館の国際会議室と多目的ホールで、ロシアによる侵攻を受けているウクライナのウォロディミル・ゼレンスキー大統領がオンライン演説した（ウォロディミル・ゼレンスキーの日本国会演説）。「日本がすぐ援助の手を差し伸べた」として謝意を示し、「アジアで初めてロシアに対する圧力をかけ始めたのが日本だ」と述べ、ロシアへの経済制裁の継続を求めた[36][37]。
- 4月7日 - 自由民主党の宮本周司参議院議員が参議院石川県選挙区補欠選挙出馬のため失職[38]。
- 4月15日
  - 宮本周司の失職に伴い、参議院比例区にて次点の中田宏が繰り上げ当選[39]。
  - 無所属の増子輝彦参議院議員が自由民主党会派を離脱。
- 4月19日 - れいわ新選組の山本太郎衆議院議員が第26回参議院議員通常選挙出馬のため議員辞職[40]。
- 4月24日 - 参議院石川県選挙区補欠選挙で自由民主党の宮本周司が当選[41]。参議院神奈川県選挙区の欠員はこの補欠選挙の対象外であった。
- 4月25日 - NHK受信料を支払わない国民を守る党が党名をNHK党に変更[42]。
- 4月28日 - 山本太郎の辞職に伴い、衆議院比例東京ブロックにて次点の櫛渕万里が繰り上げ当選[43]。
- 5月10日 - 立憲民主党の小熊慎司衆議院議員がゴールデンウィーク中、国会の許可を得ることなくウクライナを訪問していたことが発覚。同党の西村智奈美幹事長は小熊の幹事長代理職を1カ月間停止する処分を発表した。小熊は事前にポーランドなど4カ国への渡航申請を行い衆院で許可を得ていたが、ウクライナ行きは届け出ていなかった[44][45]。同月17日、衆議院議院運営委員会の山口俊一委員長は小熊を厳重注意した[46]。
- 5月11日
  - 無所属の桜井充参議院議員が自由民主党に入党[47]。
  - 参議院本会議で重要な物資の供給網の強化などを図るための経済安全保障推進法が可決され、成立した[48]。
- 5月31日 - 参議院本会議で物価高騰対策に充てる総額2兆7009億円の2022年度補正予算が、自由民主党・公明党・国民民主党などの賛成多数で可決され、成立した[49]。
- 6月9日
  - 衆議院本会議で細田博之衆議院議長に対する不信任決議案を反対多数で否決。
  - 衆議院本会議で岸田内閣不信任決議案を反対多数で否決。[50]。
- 6月10日 - 自由民主党の吉川赳衆議院議員が18歳の女子学生と飲酒したなどと報じられた問題を受け離党[51]。
- 6月15日 - 会期末[52]。
  - 無所属の藤末健三参議院議員が第26回参議院議員通常選挙に自由民主党から出馬するため議員辞職[53]。

## 主な審議議案

### 閣法（内閣提出法律案）
| 提出回次 | 番号 | 議案件名                                                             | 結果 | 成立日  | 備考 |
| -------- | ---- | -------------------------------------------------------------------- | ---- | ------- | ---- |
| 208      | 37   | 経済施策を一体的に講ずることによる安全保障の確保の推進に関する法律案 | 成立 | 6月15日 |      |
| 208      | 38   | こども家庭庁設置法案                                                 | 成立 | 6月15日 |      |
| 208      | 49   | 児童福祉法等の一部を改正する法律案                                   | 成立 | 6月8日  |      |

### 衆法（衆議院議員提出法律案）
| 提出回次 | 番号 | 議案件名 | 結果 | 成立日  | 備考 |
| -------- | ---- | --- | ---- | ------- | ---- |
| 208      | 25   | こども基本法案 | 成立 | 6月15日 |      |
| 208      | 43   | AV出演被害防止・救済法（性をめぐる個人の尊厳が重んぜられる社会の形成に資するために性行為映像制作物への出演に係る被害の防止を図り及び出演者の救済に資するための出演契約等に関する特則等に関する法律）案 | 成立 | 6月15日 |      |